# Вайдінген (Німеччина)
Вайдінген (нім. Weidingen) — громада в Німеччині, розташована в землі Рейнланд-Пфальц. Входить до складу району Бітбург-Прюм. Складова частина об'єднання громад Зюдайфель.
Площа — 5,84 км2. Населення становить 166 ос. (станом на 31 грудня 2020).

## Галерея

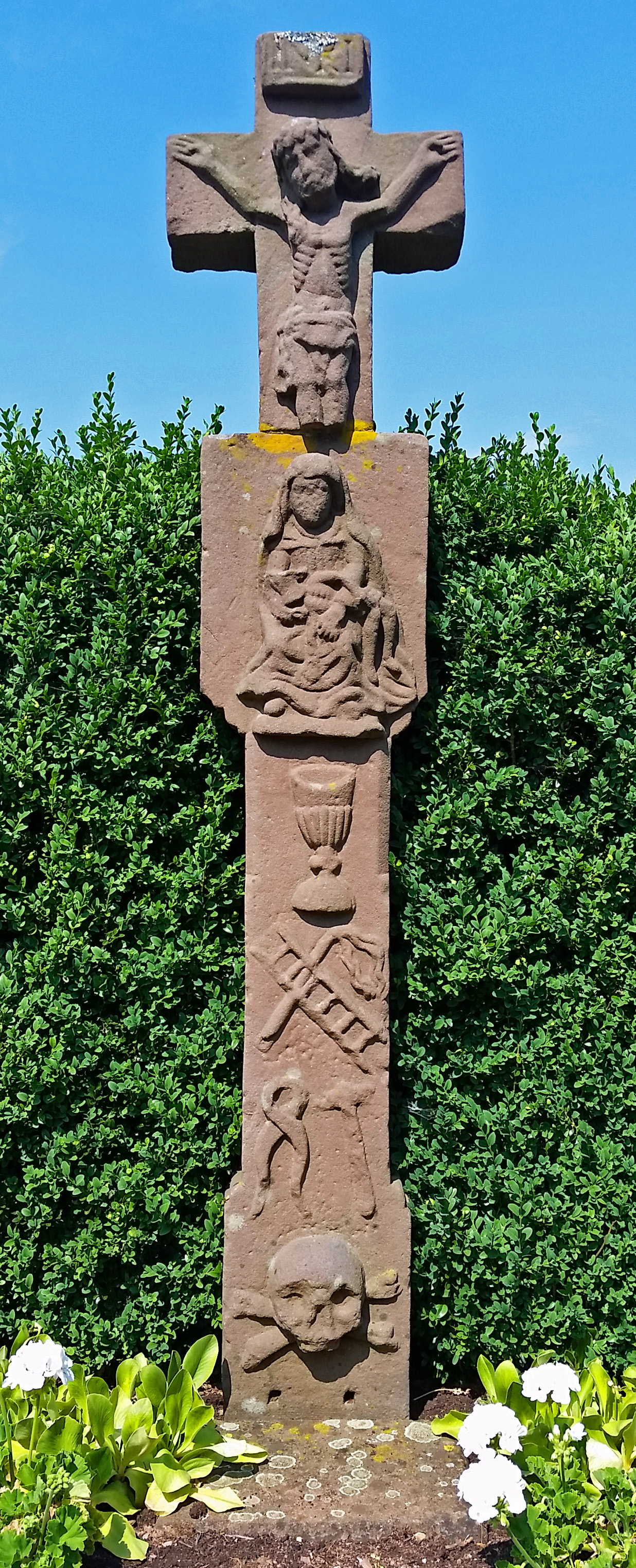